# عمر شیخ میرزای دوم
عمر شیخ میرزای دوم (۱۴۵۶ تا ۱۴۹۴ م)، حاکم تیموری دره فرغانه بود. او چهارمین پسر ابوسعید میرزا، امپراتور امپراتوری تیموری در قزاقستان، ازبکستان، شرق ایران و افغانستان بود.
همسر اول (همسر اعظم) عمر شیخ، قتلغ نگار خانوم، شاهدخت خانات جغتای و دختر یونس خان مغولستان بود. عمر دارای دو همسر دیگر و سه پسر و پنج دختر از همسرانش بود. پسر بزرگ او بابر (از همسر اولش قتلغ نگار خانوم) بود. دیگر پسرانش از همسران دیگرش جهانگیر میرزای دوم و نصیر میرزا بودند. پسر ارشد وی، بابر، بعدها امپراتوری گورکانی هند را در سال ۱۵۲۵ م بنیان گذاشت و اولین امپراتور مغولی هند شد.

## درگذشت
عمر شیخ به صورت عجیب و تصادفی در آکسی فورت، شمال فرغانه، در تاریخ ۱۰ ژوئن ۱۴۹۴ درگذشت. این اتفاق هنگامی رخ داد که او در کبوترخانه بود.

## خانواده

### همسران و فرزندان
او جمعاً صاحب هفت همسر، سه پسر و شش دختر بود:
- قتلغ نگار خانوم
  - بابر
  - خانزاده بیگم
- اولوس آغا
  - یک دختر
- فاطیما سلطان آغا
  - جهانگیر میرزای دوم
- مخدوم سلطان بیگم
  - رقیه سلطان بیگم
- امید آغاچا
  - نصیر میرزا
  - مهر بانو بیگم
  - شهربانو بیگم
- یون سلطان آغاچا
- آغا سلطان آغاچا
  - یادگار سلطان بیگم